# Заозёрный (Брединский район)
Заозёрный — посёлок в Брединском районе Челябинской области России. Входит в состав Княженского сельского поселения.

## География
Расположен в северной части района. Расстояние до районного центра посёлка Бреды 22 км.

### Уличная сеть
- Дорожная улица,
- Набережная улица,
- Озерный переулок,
- Целинный переулок,
- Центральная улица.

## История
Посёлок основан в 1956—1958 годах при 4-м отделении совхоза «Гогинский», в 1959 году получил официальное название.

## Население
| 2002 | 2010 |
| ---- | ---- |
| 358  | ↘272 |

Численность населения:  в 1970 — 363, в 1983 — 280, в 1995 — 424 чел.

## Инфраструктура
- Фельдшерско-акушерский пункт.

## Транспорт
Стоит на региональной автодороге 75К-060 Бреды — Княженский.